# Calidris mauri
Calidris mauri là một loài chim trong họ Scolopacidae.

## Hình ảnh

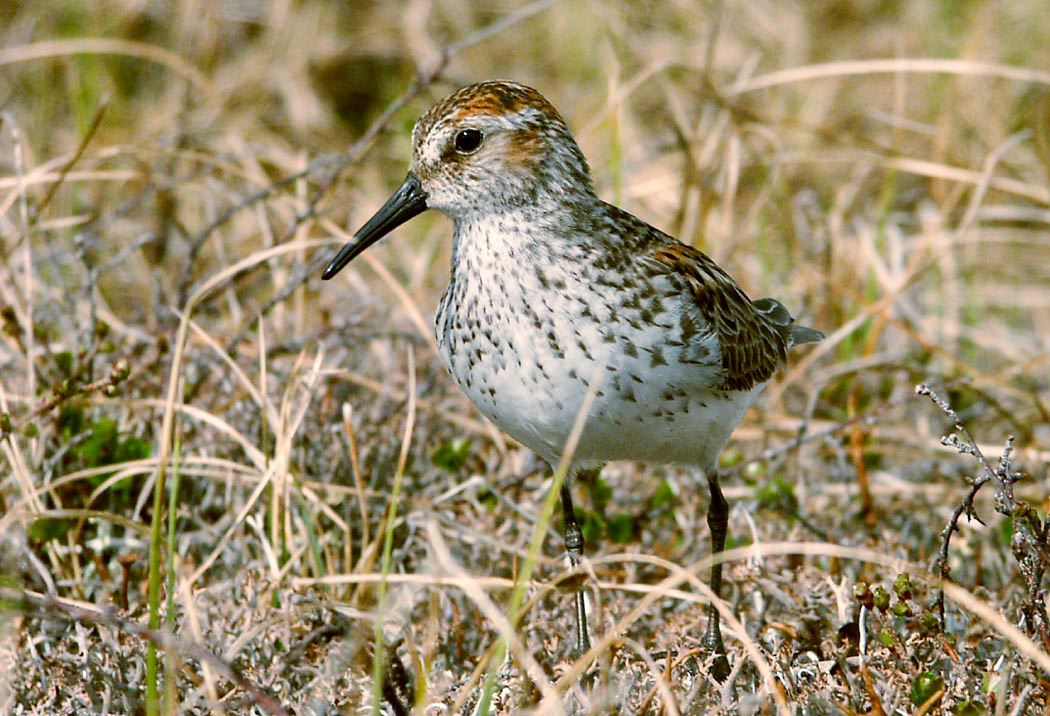
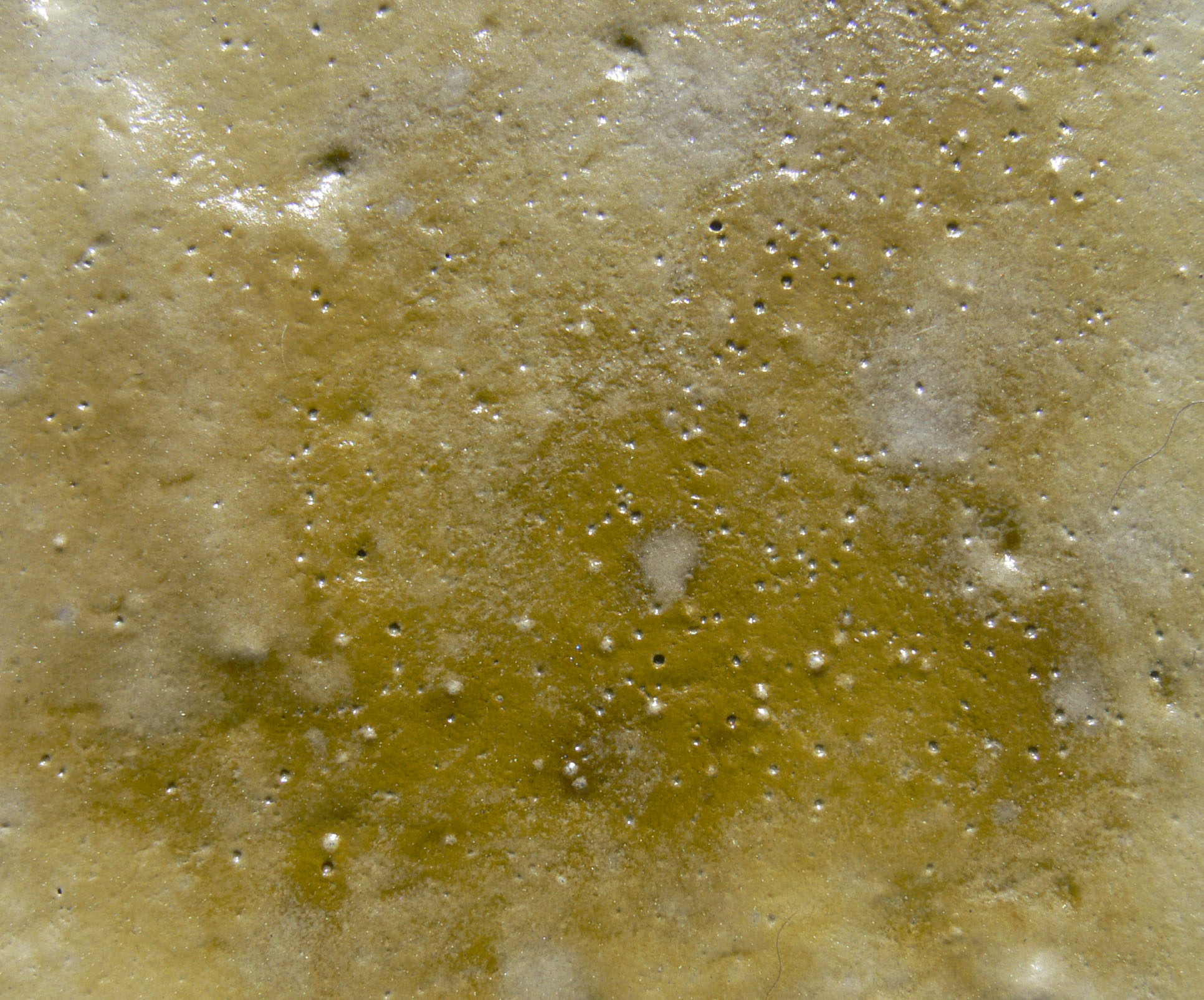